# Ovodynerus yngvei
Ovodynerus yngvei är en stekelart som först beskrevs av Cameron 1910.  Ovodynerus yngvei ingår i släktet Ovodynerus och familjen Eumenidae. Inga underarter finns listade i Catalogue of Life.